# Svartabborrtjärnen (Edefors socken, Norrbotten, 733956-174442)
Svartabborrtjärnen är en sjö i Bodens kommun i Norrbotten och ingår i Luleälvens huvudavrinningsområde.